# Бруно Крайський
Бруно Крайський (нім. Bruno Kreisky; 22 січня 1911, Відень — 29 липня 1990, Відень) — австрійський державний та політичний діяч, 6-й Федеральний канцлер Австрії.

## Ранні роки
Бруно народився 11 січня 1911 року в родині Макса Крайського — директора текстильних підприємств Австро-Угорщини. Крайські були прихильниками габсбурзької монархії, консерваторами за переконаннями. Бруно, порушивши сімейну традицію, у чотирнадцять років вступив до молодіжної організації Соціал-демократичної робітничої партії Австрії.
У 1929 році Крайський закінчив гімназію. Багато для нього визначила зустріч з Отто Бауером — лідером соціал-демократії Австрії. За його порадою він вступає на юридичний факультет Віденського університету.

## Аншлюс і Друга світова війна
Після того як діяльність СДРПА було заборонено (1934), Крайський нерідко виїжджав до Чехословаччини, у Брно, де знаходилась штаб-квартира соціал-демократичної еміграції. В січні 1935 року його було заарештовано й він постав перед австрійським судом. Промова Крайського на суді принесла йому відомість. Публікації у британській пресі про «процес 21-го» сколихнули європейську громаду. В результаті Крайському винесли порівняно м'який вирок.
У червні 1936 року він продовжував навчання на юридичному факультеті, а потім успішно захищав диплом правознавця (1937).
12 березня 1938 року — день аншлюсу. В Австрії почались масові арешти. Від Дахау Крайського врятував випадок. Слідчим гестапо, що вів справу, виявився його колишнім однокамерником. Після шестимісячного ув'язнення Бруно був випущений на волю й емігрував до Швеції.
У роки Другої світової війни Швеція прийняла багатьох емігрантів. Дружба з Віллі Брандтом, що почалась у Стокгольмі, сильно вплинула на Крайського. Основним фахом австрійця стала журналістика. він був кореспондентом низки європейських газет, зустрічався з радянськими дипломатами.
Багато хто з соціал-демократів додержувались ідеї створення єдиної німецько-австрійської держави. Крайський був іншої думки. В липні 1943 року Клуб австрійських соціалістів ухвалив резолюцію, що починалась словами: «Австрійські соціалісти у Швеції вимагають відновлення незалежної, самостійної, демократичної республіки. Вони безумовно відкидають її (Австрії) приналежність до німецького рейху…» У подальшому Крайський, розробляючи концепцію «австрійського шляху до демократичного соціалізму», буде неодноразово повертатись до досвіду Швеції.
Навесні 1945 року лідери оновленої Соціалістичної партії Австрії вирішили, що Крайський має залишатись у Швеції — як радник австрійської дипломатичної місії. Президент Австрії Карл Реннер вважав, що необхідно розвивати ділові контакти зі шведськими промисловцями, які могли надати допомогу у відновленні австрійської економіки. При цьому враховувались і ті обставини, що Крайський був одружений з Вірою Фюрт, дочкою крупного шведського підприємця, вихідця з Австрії.

## Повоєнні роки
Лише в січні 1951 року Крайський з дружиною і двома дітьми остаточно повернувся на батьківщину. Однак дипломатичну службу він залишив ненадовго. Новим місцем його роботи стала канцелярія президента Австрії, відомого соціал-демократа Теодора Кернера.
У той період тривала напружена дипломатична боротьба навколо австрійського питання. Створення 1949 року військово-політичного блоку НАТО перетворювало Австрію на найважливішу ланку в стратегії Заходу, що прагнув створити надійну лінію оборони проти ймовірної «загрози зі Сходу». У той самий час деякі політики з оточення Сталіна (перед усім В'ячеслав Молотов) прагнули підкорити Австрію своєму впливу.
Варіанти майбутнього Австрії обговорювались і в її владних колах. Діячі в партіях «великої коаліції» — СПА і Австрійської народної партії (АНП) — що мислили реалістично, серйозно замислювались про нейтралізацію країни. Активним прихильником нейтралітету був і Крайський. На його пораду в одній з промов Теодора Кернера, виголошених 1951 року, прозвучали слова про бажаність для Австрії нейтрального статусу.

## Політична кар'єра

### Досягнення суверенітету
Лідери СПА звернули увагу на активність Крайського, й 1953 року він здобув призначення до міністерства закордонних справ Австрії, де зайняв пост статс-секретаря і взяв участь у останньому раунді боротьби навколо укладення Державної угоди, що принесла Австрії в травні 1955 року довгоочікуваний суверенітет.
Всі дослідники, що змальовують всі етапи цієї стадії перемовин (берлінська зустріч міністрів закордонних справ Австрії та и великих держав у лютому 1954 року, візит австрійської делегації до Москви у квітні 1955 року), відзначають, що саме Крайський у приватних бесідах з видатними державними діячами й дипломатами СРСР, США, Англії та Франції аргументовано відстоював ідею нейтрального статусу для своєї країни, який би виключив використання її в інтересах тієї чи іншої сторони. Сам Крайський пізніше казав, що 26 жовтня 1955 року — день, коли австрійський парламент проголосив, що країна є постійно нейтральною державою, — був і його особистим святом.

### Міжнародний прорив
Після проголошення нейтралітету Австрії від її дипломатичного відомства вимагалась особлива гнучкість у сфері міжнародної політики. На відміну від Швейцарії, Австрія прагнула брати участь у розв'язанні світових проблем. І тут значну роль відіграв Крайський, що зайняв 1959 року пост міністра закордонних справ. У ті роки близькі друзі Бруно скаржились на те, що побачити його у Відні практично неможливо. За сім років він здійснив понад 100 державних візитів. Його можна було бачити й на сесіях Генеральної Асамблеї ООН, й на засіданнях країн Європейської асоціації вільної торгівлі (ЄАВТ, куди Австрія увійшла багато в чому завдячуючи активній позиції Крайського), й на зустрічах Організації економічного співробітництва та розвитку (ОЕСР). Його тепло зустрічали у стлицях східноєвропейських держав. він вів перемовини з такими лідерами світової політики того часу, як Хрущов і Кеннеді, Аденауер і де Голль. В середині 1960-х років деякі політики пропонували йому балотуватись на пост генерального секретаря ООН.

### Лідер партії
На позачерговому з'їзді СПА, що відбувся на початку 1967 року, Крайського було обрано її головою.

### На посту Федерального канцлера
На виборах у травні 1970 року СПА здобула перемогу. Крайський став Федеральним канцлером країни.
Обов'язки канцлера майже не залишали Крайському часу для таких близьких йому зовнішньополітичних питань. Однак саме він зробив чималий внесок до скликання Загальноєвропейської наради. Його ім'я стоїть серед імен глав урядів, які підписали 1 серпня 1975 року у Гельсінкі Заключний акт цього форуму. Багато сил віддав Крайський боротьбі за скорочення перегонів озброєння. В роки його врядування Відень став місцем численних зустрічей представників країн Сходу й Заходу. За його ініціативою 1979 року було відкрито Віденський міжнародний центр ООН.
Однак головною сферою міжнародної діяльності Крайського у 1970-ті роки став Соціалістичний інтернаціонал (СІ). Разом зі своїм старим другом Віллі Брандтом та шведським прем'єр-міністром Улофом Пальме він активно обговорював питання про те, як зробити Соцінтерн важливим суб'єктом міжнародного життя. Восени 1976 року на XIII конгресі СІ в Женеві Крайський був обраний одним з віце-голів організації. Перебуваючи на цьому посту аж до XVIII конгресу, що відбувся в червні 1989 року у Стокгольмі, він багато уваги приділяв питанням розряджання та роззброєння, взаємовідносин Північ — Південь, для врегулювання конфліктів у різних регіонах земної кулі. Комунікабельність, здатність сходитись з людьми, вміння їх слухати, не нав'язуючи власної думки, — риси дипломата Крайського.
У 1983 році Крайський клопотав про звільнення радянського дисидент Юрія Орлова, але генеральний секретар ЦК КПСС Юрій Андропов віддав розпорядження не відповідати на цей лист.

#### Роль Крайського у врегулюванні близькосхідного конфлікту
Головним його клопотом упродовж багатьох років був близькосхідний конфлікт. Він критикував Голду Меїр та Давида Бен-Гуріона, тодішніх лідерів Партії праці Ізраїлю (ППІ), за те, що їхній уряд «не враховує інтереси арабських сусідів». Крайський вважав Ізраїль головним винуватцем напруженості на Близькому Сході, за що Голда Меїр назвала його «євреєм-антисемітом». При цьому його рідний брат жив того часу в Ізраїлі.
На початку 1974 року за ініціативою Крайського Соцінтерн створює так звану дослідницьку групу у складі представників низки партій — членів СІ. У наступні декілька років цей колектив, що отримав у Соцінтерні неофіційне найменування «група Крайського», відвідав ряд арабських країн, що були безпосередньо втягнуті до протиборства з Ізраїлем. Члени групи зустрілись із політиками арабського світу й не знехтували контактами з керівництвом Організації звільнення Палестини (ОЗП).
За кілька років Крайський розповідав про це:
|  | Моя перша поїздка на Близький Схід у 1974 році супроводжувалась злісними коментарями з боку Ізраїлю. У першій країні, яку я відвідав в ході цієї поїздки, — Єгипті — також стикнувся з ворожим ставленням |

Багато в чому завдяки дипломатичному досвіду Крайського місії вдалось ретельно обговорити проблеми зі своїми арабськими партнерами. Підсумком «човникової дипломатії» Крайського середини 1970-х років став підготовлена для Соцінтерну доповідь, в якій важливе місце було відведено палестинській проблемі. Він закликав відгукнутись на прагнення палестинців здобути державний суверенітет й почати з їхніми лідерами політичний діалог. Обґрунтована та зважена логіка аргументів Крайського впевнила його колег з керівництва СІ сісти за стіл переговорів з представниками ОЗП. Не випадково, що саме у Відні в липні 1979 року відбулась зустріч Крайського і Брандта з Ясіром Арафатом.
Крайський уважно стежив за розвитком подій на Близькому Сході. Після лівансько-ізраїльського конфлікту в червні 1982 року він остаточно прийняв антиізраїльську позицію.
Будучи Федеральним канцлером Австрії, він надав змогу радянським євреям емігрувати через Австрію до Ізраїлю чи країн Заходу. У 1970—1980 роки Відень був основним транзитним пунктом єврейської еміграції з СРСР.

## Відхід від великої політики
Вибори в квітні 1983 року позбавили СПА абсолютної більшості місць у парламенті. Крайський, який ще за кілька років до цього заявляв про своє бажання піти у відставку, посилаючись на погіршення здоров'я та перевтому (йому було 72 роки), зміг нарешті відійти від активної політики. На черговому з'їзді СПА, що відбувся восени 1983 року, Крайський зайняв спеціально започаткований для нього пост почесного голови Соціалістичної партії Австрії.
На початку 1987 року пост міністра закордонних справ керівництво соціалістів передало партнеру по коаліції — АНП. Крайський, який вважав, що СПА ні за яких умов не має поступатись сферою зовнішньої політики іншій партії, відмовляється від почесної посади.
Ставши пенсіонером, Крайський продовжував брати участь у роботі Соцінтерну. У другій половині 1980-х років він очолив Європейську комісію з питань зайнятості. Основні висновки й положення, що містились у підготовленій нею доповіді, були враховані під час розробки документів Соцінтерну, ухвалених на його останньому конгресі в Стокгольмі у червні 1989 року. В останні роки Крайському неодноразово присуджувались різні міжнародні премії за заслуги у вирішенні актуальних політичних проблем.

## Нагороди
- Великий Хрест ордену Білого лева (Чехія, 2000)
- Великий Хрест Ордена «За заслуги перед Федеративною Республікою Німеччина».

## Почесні звання
11 грудня 1975 року йому було присвоєно звання «Почесний громадянин Відня».